# Supercopa Uruguaya 2020
La Supercopa Uruguaya 2020 fue la tercera edición de este torneo, en el cual se enfrentaron a partido único el Campeón Uruguayo 2019, Club Nacional de Football, y el campeón del Torneo Intermedio 2019, Liverpool Fútbol Club. Este último se consagró campeón al vencer 4:2 a Nacional en el alargue.

## Sistema de disputa
Se juega una final a partido único, el equipo que gane el partido, se consagrará como campeón de la Supercopa. 
En caso de empate, se juegan 30 minutos de alargue y si persiste la paridad, se disputa una tanda de penales para definir al campeón.

## Equipos participantes
Se disputa entre los equipos vencedores del Campeonato Uruguayo de Primera División 2019 y el Torneo Intermedio 2019.
| Liverpool                          | Nacional                             |
| Campeón del Torneo Intermedio 2019 | Campeón del Campeonato Uruguayo 2019 |
| ---------------------------------- | ------------------------------------ |

## Partido
| Supercopa Uruguaya 2020; 1 de febrero de 2020, 20:30 (UTC-3) | Liverpool                                        | 4:2 (2:2, 1:0) (t. s.) | Nacional                    | Estadio Domingo Burgueño Miguel, Maldonado |                            |
|                                                              | Dávila 4' · Medina 57' · Correa 106' · Díaz 111' |                        | 79' Carballo · 90+5' Castro | Árbitro(s): Gustavo Tejera                 | Árbitro(s): Gustavo Tejera |

### Ficha del partido
| 25         | POR        | Andrés Mehring   |     |
| 6          | DEF        | Federico Pereira | 73' |
| 5          | DEF        | Franco Romero    |     |
| 23         | DEF        | Ernesto Goñi     |     |
| 3          | DEF        | Camilo Cándido   |     |
| 13         | MED        | Hernán Figueredo |     |
| 29         | MED        | Fabricio Díaz    |     |
| 27         | MED        | Agustín Ocampo   |     |
| 10         | MED        | Alan Medina      | 66' |
| 17         | DEL        | Agustín Dávila   | 77' |
| 20         | DEL        | Martín Correa    |     |
| Entrenador | Entrenador | Román Cuello     |     |

| 12         | POR        | Luis Mejía        |     |
| 26         | DEF        | Armando Méndez    |     |
| 21         | DEF        | Guzmán Corujo     |     |
| 24         | DEF        | Miguel Jacquet    | 76' |
| 15         | DEF        | Ayrton Cougo      |     |
| 27         | MED        | Joaquín Trasante  | 46' |
| 20         | MED        | Felipe Carballo   |     |
| 28         | MED        | Pablo García      | 57' |
| 11         | MED        | Gonzalo Castro    |     |
| 7          | MED        | Brian Ocampo      |     |
| 9          | DEL        | Gonzalo Bergessio |     |
| Entrenador | Entrenador | Gustavo Munúa     |     |

| 15 | DEL | Gustavo Viera               | 66' |
| 16 | DEF | Maximiliano Pereira Cardozo | 73' |
| 18 | MED | Guillermo Firpo             | 77' |

| 5  | MED | Claudio Yacob       | 46' |
| 18 | DEL | Sebastián Fernández | 57' |
| 29 | DEL | Thiago Vecino       | 76' |

| Anotado | 4'   | Agustín Dávila | 1–0 |
| Anotado | 57'  | Alan Medina    | 2–0 |
| Anotado | 106' | Martín Correa  | 3–2 |
| Anotado | 111' | Fabricio Díaz  | 4–2 |

| Anotado | 79'   | Felipe Carballo | 2–1 |
| Anotado | 90+5' | Gonzalo Castro  | 2–2 |

| 27'  | DEF | Camilo Cándido   |  |
| 30'  | DEL | Alan Medina      |  |
| 31'  | DEF | Federico Pereira |  |
| 82'  | DEL | Gustavo Viera    |  |
| 88'  | MED | Agustín Ocampo   |  |
| 112' | MED | Fabricio Díaz    |  |

| 24' | MED | Brian Ocampo      |  |
| 47' | MED | Felipe Carballo   |  |
| 59' | DEF | Ayrton Cougo      |  |
| 80' | DEL | Gonzalo Bergessio |  |

| Árbitro             | Gustavo Tejera   |
| Árbitros asistentes | Richard Trinidad |
| Árbitros asistentes | Javier Irazoqui  |
| Cuarto árbitro      | Diego Riveiro    |

| 25         | POR        | Andrés Mehring   |     |
| 6          | DEF        | Federico Pereira | 73' |
| 5          | DEF        | Franco Romero    |     |
| 23         | DEF        | Ernesto Goñi     |     |
| 3          | DEF        | Camilo Cándido   |     |
| 13         | MED        | Hernán Figueredo |     |
| 29         | MED        | Fabricio Díaz    |     |
| 27         | MED        | Agustín Ocampo   |     |
| 10         | MED        | Alan Medina      | 66' |
| 17         | DEL        | Agustín Dávila   | 77' |
| 20         | DEL        | Martín Correa    |     |
| Entrenador | Entrenador | Román Cuello     |     |

| 12         | POR        | Luis Mejía        |     |
| 26         | DEF        | Armando Méndez    |     |
| 21         | DEF        | Guzmán Corujo     |     |
| 24         | DEF        | Miguel Jacquet    | 76' |
| 15         | DEF        | Ayrton Cougo      |     |
| 27         | MED        | Joaquín Trasante  | 46' |
| 20         | MED        | Felipe Carballo   |     |
| 28         | MED        | Pablo García      | 57' |
| 11         | MED        | Gonzalo Castro    |     |
| 7          | MED        | Brian Ocampo      |     |
| 9          | DEL        | Gonzalo Bergessio |     |
| Entrenador | Entrenador | Gustavo Munúa     |     |

| 15 | DEL | Gustavo Viera               | 66' |
| 16 | DEF | Maximiliano Pereira Cardozo | 73' |
| 18 | MED | Guillermo Firpo             | 77' |

| 5  | MED | Claudio Yacob       | 46' |
| 18 | DEL | Sebastián Fernández | 57' |
| 29 | DEL | Thiago Vecino       | 76' |

| Anotado | 4'   | Agustín Dávila | 1–0 |
| Anotado | 57'  | Alan Medina    | 2–0 |
| Anotado | 106' | Martín Correa  | 3–2 |
| Anotado | 111' | Fabricio Díaz  | 4–2 |

| Anotado | 79'   | Felipe Carballo | 2–1 |
| Anotado | 90+5' | Gonzalo Castro  | 2–2 |

| 27'  | DEF | Camilo Cándido   |  |
| 30'  | DEL | Alan Medina      |  |
| 31'  | DEF | Federico Pereira |  |
| 82'  | DEL | Gustavo Viera    |  |
| 88'  | MED | Agustín Ocampo   |  |
| 112' | MED | Fabricio Díaz    |  |

| 24' | MED | Brian Ocampo      |  |
| 47' | MED | Felipe Carballo   |  |
| 59' | DEF | Ayrton Cougo      |  |
| 80' | DEL | Gonzalo Bergessio |  |

| Árbitro             | Gustavo Tejera   |
| Árbitros asistentes | Richard Trinidad |
| Árbitros asistentes | Javier Irazoqui  |
| Cuarto árbitro      | Diego Riveiro    |

Campeón

Liverpool
1° título